# Премія «Еммі» найкращій запрошеній акторці в драматичному серіалі
Премія «Еммі» найкращій запрошеній акторці в драматичному серіалі (англ. Primetime Emmy Award for Outstanding Guest Actress in a Drama Series) — нагорода, що щорічно вручається Американською телевізійною академією.

## Лауреати у номінанти

### 2020-ті
| Рік          | Номінант          | Роль                     | Серіал         | Епізод                             | Телеканал |
| 2022 (74-та) | Лі Ю Мі           | Джі-Йонг                 | Гра в кальмара | «Gganbu»                           | Netflix   |
| 2022 (74-та) | Гоуп Девіс        | Сенді Фернесс            | Спадщина       | «Retired Janitors of Idaho»        | HBO       |
| 2022 (74-та) | Марсія Ґей Гарден | Меггі Бреннер            | Ранкове шоу    | «Testimony»                        | Apple TV+ |
| 2022 (74-та) | Марта Келлі       | Лорі                     | Ейфорія        | «Stand Still Like the Hummingbird» | HBO       |
| 2022 (74-та) | Санаа Латан       | Ліза Артур               | Спадщина       | «What It Takes»                    | HBO       |
| 2022 (74-та) | Гаррієт Волтер    | Леді Керолайн Коллінґвуд | Спадщина       | «Chiantishire»                     | HBO       |